# Здравко Челар
Здравко Челар (Рашиновац, код Босанског Петровца, 15. септембар 1917 — Раковац, код Српца, јул 1942) био је учесник Народноослободилачке борбе и народни херој Југославије.

## Биографија
Рођен је 15. септембра 1917. године у селу Рашиновцу, код Босанског Петровца. После завршетка основне и грађанске школе у Босанском Петровцу, уписао се у Трговачку академију у Бањој Луци, а после тога на Високу комерцијалну школу у Загребу.
Живео је и школовао се у тешким материјалним условима. Веома рано се определио за раднички покрет. Ширио је комунистичке идеје међу омладином, у школи и ван ње. Ученици Трговачке академије, у Бањој Луци, изабрали су Здравка за председника Феријалног друштва школе.
Политички је деловао и у свом родном крају међу омладином, радницима „Шипад“-а и сељацима. Због тешких материјалних услова морао је да напусти школовање у Загребу и почео да ради као хонорарни наставник у Грађанској школи у Босанском Петровцу.
На изборима 1938. године агитовао је против режима, због чега је отпуштен из службе. Током 1939. године основао је и водио радничко-потрошачку задругу у Оштрељу. Крајем 1939. године је упућен на одслужење војног рока.
Априлски рат, 1941. године, га је затекао, као војника у близини Загреба. После капитулације и окупације Краљевине Југославије, вратио се у Босански Петровац, где заједно са осталим члановима Комунистичке партије Југославије радио на припремама за устанак. Убрзо постаје једна од водећих личности на подручју Босанског Петровца.
У јулском устанку 1941. године Здравко постаје командир Штаба за петровачки крај. Већ у првим борбама долази до изражаја његова храброст и организационе способности. Приликом формирања партизанске чете у селу Вођеница, Здравко је постављен за командира. Чета је убрзо постала једна од најбољих у петровачком крају.
Према првобитном плану ЦК КПЈ и Врховног команданта НОП и ДВЈ Јосипа Броза Тита, у састав Прве пролетерске ударне бригаде требало је да уђе и један крајишки пролетерски батаљон. Здравко је, заједно са осталим војним и партијским руководиоцима, добио задатак да изврши припреме и формира тај батaљон. Када је батаљон формиран, 25. марта 1942. године, у Челницу, Здравко је постављен за команданта.
Крајишки пролетерски батаљон је кренуо у правцу источне Босне, с намером да се тамо споји са Првом пролетерском ударном бригадом. Међутим, због јачања четничких снага у централној Босни и превирања у четама Четвртог крајишког партизанског одреда, батаљон је задржан на подручју централне Босне.
Током априла и маја 1942. године Здравко је предводио Крајишки пролетерски батаљон у борбама против четника, код села Чечаве, Црног врха, Појезине, Прибинића и Јошавке; и против усташа, домобрана и Немаца, код села Ранковића, на Црном врху и око Теслића, Котор Вароши, Прњавора и Бање Луке.
Ускоро је, с распадањем локалних устаничких јединица и под утицајем четника, Крајишки пролетерски батаљон остао једина партизанска јединица на овом терену, изложена даноноћним нападима четника, усташа и Немаца. Крајем маја и почетком јуна 1942. године, батаљон је напало више хиљада непријатељских војника и потиснут је на планину Мотајицу. Тада је Здравко донео одлуку да се изврши пробој.
У тешкој борби, батаљон је био десеткован. Здравко се, са Штабом батаљона и групом бораца, пробио до села Илове, где су упали у четничку заседу и били ухваћени. Један део батаљона је успео да се пробије из обруча ноћу 14/15. јуна 1942. и пребацио се преко набујале и усталасане Саве у Славонију, где је више од четири месеца деловао заједно са славонским партизанима.
Четници су у јулу 1942. године стрељали Здравка Челара, у селу Раковцу, код Српца.
Указом Врховног штаба НОП и ДВЈ, 7. августа 1942. године, проглашен је за народног хероја, међу првим борцима НОВ и ПОЈ. У „Билтену Врховног штаба“ бр 17-19 о проглашењу Здравка Челара за народног хероја пише:
| „ | На предлог Оперативног штаба НОП и ДВ за Босанску Крајину, а по одлуци Врховног штаба НОП и ДВ Југославије додељује се назив народног хероја команданту пролетерског крајишког батаљона, другу Здравку Челару, који је стријељан од народних издајника — четника у Јошавци. Друг Челар је својим херојским држањем, како кроз читав устанак у Крајини тако и пред народним издајницима уочи стријељања — потпуно заслужио високо признање и назив народног хероја. | ” |

Војвођанско село Челарево, код Бачке Паланке, које је се пре звало Чиб, насељено је 1946. године колонистима из Босне и тада је понело његово име. Касарна Оружаних снага Босне и Херцеговине у Дервенти носи име „Здравко Челар”.